# Eunidia ambigua
Eunidia ambigua är en skalbaggsart som beskrevs av Stefan von Breuning 1938. Eunidia ambigua ingår i släktet Eunidia och familjen långhorningar.
Artens utbredningsområde är Kenya. Inga underarter finns listade i Catalogue of Life.